# 克爾察鄉 (哈爾吉塔縣)

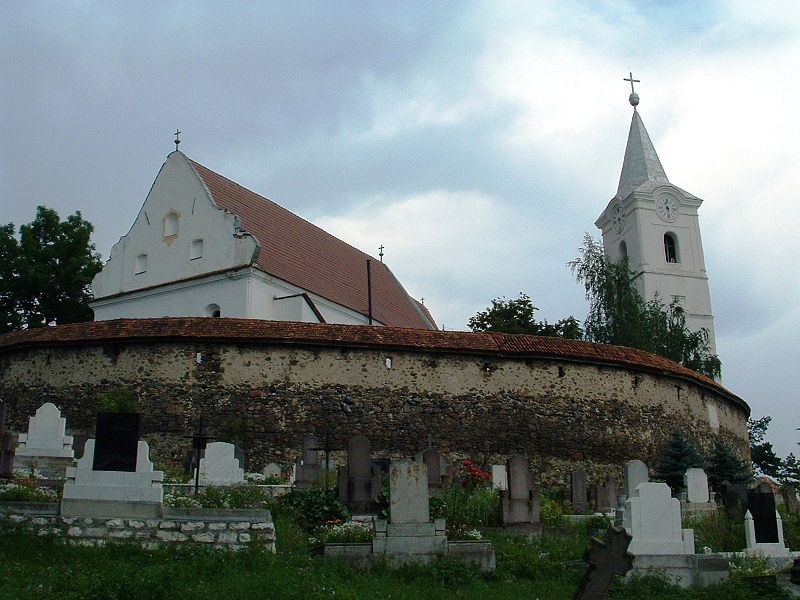

46°32′0″N 25°45′0″E / 46.53333°N 25.75000°E
克爾察鄉（羅馬尼亞語：Comuna Cârța, Harghita），是羅馬尼亞的鄉份，位於該國中部，由哈爾吉塔縣負責管轄，面積78平方公里，海拔高度720米，2007年人口2,708，人口密度每平方公里35人。